# Schrott Péter
Schrott Péter (Kőszeg, 1980. április 29. –) magyar énekes, dalszerző, dalszövegíró, musicalszínész, a Continoom és a Tűzmadár alapító tagja és frontembere. Vállalatigazgató, a Flameborn Studionak, az UMF Mediának, és New Age Graphicnek, azaz a Flameborn Media Groupnak a vezetője, illetve a Trabant Presszó társtulajdonosa.

## Szakmai karrierje
Budapesten nőtt fel egy nagy család harmadik gyermekeként. A gimnázium elvégzése után a Szent István Egyetem Kommunikáció-technika szakán diplomázott 2003-ban. Ezután sokféle szakmában kipróbálta magát, de végül hangmérnöki, szinkronhangmérnöki állást kapott a Laborfilm Szinkronstúdióban, Janicsák István és Legény Judit szárnyai alatt.
2007-től az otthoni stúdiózásba is belekezdett, amiből kinőtte magát, mára saját stúdiója van (Flameborn Studio), ahol zenekari felvételek mellett filmekhez is csinál hangsávokat, illetve TV társaságoknak is dolgozik, és sok minden más mellett hangalámondást, filmfeliratot is készít.

## Zenei karrierje
Három testvére közül csak ő lépett művészi pályára.
Tízévesen a fővárosi Gyermekvasúton teljesített szolgálatot gyermekvasutasként, ahol teljesen lenyűgözték a gitározó ifivezetők. Minden vágya egy gitár lett, amit édesanyjától meg is kapott. Zene iránti szeretete azóta is töretlen. Az alapokat a Muszty-Dobay Gitáriskolában sajátította el, majd 15 évesen kezdett el komolyabban foglalkozni az elektromos gitárral, édesanyja szerint „szépen csöndben gyakorolt otthon”.
Zenei karrierjét gitárosként a Soul Stealers nevű iskolai zenekarban kezdte 1996-ban. Ekkor született néhány dal, köztük a Tűzmadár című szám is, melyről a későbbi zenekar a nevét kapta.
1999-ben a Soul Stealers feloszlása után két extaggal együtt megalapították a Tűzmadárt. Kezdetben Péter csak gitározni akart, és addig maradt volna az énekesi poszton, amíg nem találnak egy megfelelő énekest. Jelentkező hiányában azonban végleges maradt a felállás.
Profi énekesi karrierje 2000-ben indult, ekkor kezdett énektanárhoz járni. A legnagyobb motivációt édesanyja adta, ugyanis nem hitt abban, hogy fia valaha énekes lesz, mondván, nagyon jól gitározik, maradjon meg annál.
Bár az Éjféli Álom klipben még énekelt és gitározott, 2002-ben a gitárt végleg mikrofonra cserélte.
Az évek során a Tűzmadár tagjai többször is cserélődtek, ő az egyetlen, aki a kezdetektől fogva még ma is aktív tagja a zenekarnak. Aktivitását többek között az is jelzi, hogy a dalok és szövegek nagy részét ő írja.

A 6 tagú Zenekar (Schrott Péter – ének, Szűcs Attila – basszusgitár, Károlyi Gergely – gitár, Tyukász Botond – gitár, Horváth Zsolt – billentyű, Haraszti Dávid – dob) 2 demóval (Halottak élén, Jégkirály), 2 kislemezzel (Igaz hittel, Volt egy álmom…), és 3 nagylemezzel (Jégkorszak, Fények, Álmok) rendelkezik.
2011-ben megjelent 2 klip, a Korszellem és a Júdás csókja című számokra, 2013 februárjában pedig saját bevallásuk szerint a zenekar eddigi legprofibb klipje, a Volt egy álmom, amely a Flameborn Studioban készült és melyben Szabó Erika játszotta a női főszerepet, valamint Trinfuj Mihály színész is feltűnt. 

### Lemezek
- Álmok
- Fények
- Jégkorszak

## Continoom

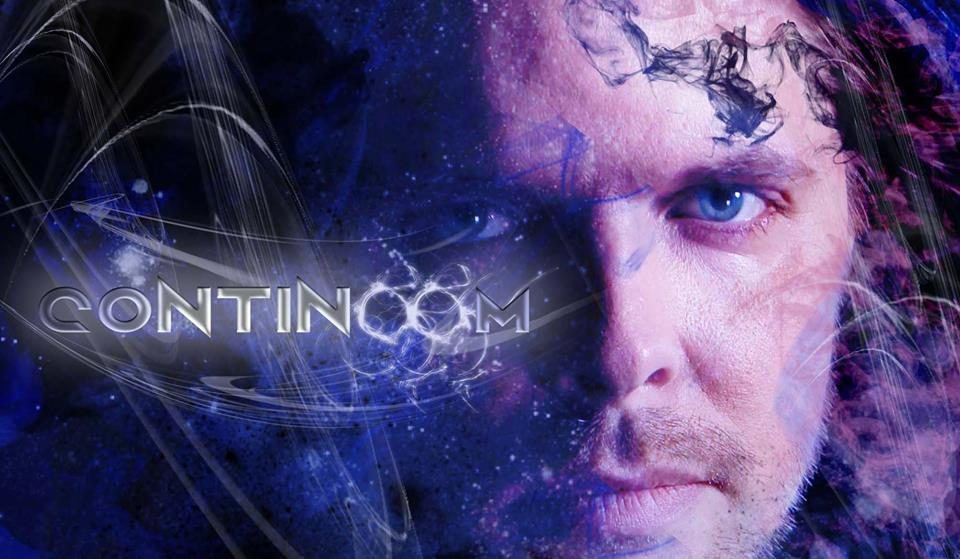
Continoom

Az ötlet 2006-ban fogalmazódott meg benne, hogy a Tűzmadár zenekar stíluspalettájából kilógó ötletekből saját projektet indítson. Ekkoriban kezdett nyitni más stílusok felé, amik meghatározták ezen új ötletek irányvonalát. Habár még sok évig nem tudta elkezdeni ezt a projektet, az ötletek érlelődtek, és folyamatosan gyűltek. 2012 után a Tűzmadár zenekar aktivitása alább hagyott. A The Voice műsorban való szereplése után sok megkeresése lett, és páran tanácsolták neki a szólókarrier indítását. Ebből lett végül a Continoom zenekar. Eredetileg valóban szólókarriernek indult, és három videóklip is megjelent a kezdeti, felfuttatási fázisban, de mivel mindenképp zenekarral szeretett volna színpadra állni a félplayback helyett, zenészeket keresett maga mellé. Rohoska Gábor és Svajcsik Péter személyében egyből megtalálta a tökéletes tagokat az induláshoz. Az első koncertek gépdobbal mentek le, de aztán mégis ütőst kerestek, és így csatlakozott hozzájuk Gieszer Zsolt dobos 2016 januárjában.
Stílusilag teljes újítás, vérfrissítés. Különféle zenei irányzatok fúziójával dolgoznak, és ezek közös keresztmetszetét tökéletesen eltalálták, élvezhető, sodró, lendületes, slágeres dalokat élvezhet a nagyérdemű. A dalokat és a szövegeket 100%-ban Schrott Péter írja.
A zenekarnak 2016 januárjában már összesen 5 videóklipje van, ezek: 
- Enlighten
- Poison (Nicole Scherzinger cover)
- Angyalokkal Játszó
- Parachute
- Hey Brother (Avicii cover)

Albumok: 
- Enlighten single
- Poison single
- Angyalokkal Játszó single
- Tear Down The Walls EP
- Hey Brother single

## A Tűzmadáron és Continoomon túl
Sokoldalú és kielégíthetetlen énje egyfolytában tettekre ösztönzi. A kemény metál zene mellett a könnyedebb, lágyabb dallamokat is kedveli és ezt meg is mutatta. A Tűzmadár mellett több projektje is megvalósult:
2005-ben beszállt a Scorpions Tribute Bandbe, amellyel bejárták Európát Portugáliától Ukrajnáig. Az utolsó (2011-es) magyarországi Scorpions koncerten találkozhattak személyesen is a zenekarral.
2006 nyarán 6 zenész létrehozta a Custom Shop zenekart, mely már az indulásnál saját dalokkal kezdett. A zenekar 2007 júniusában adott egy különleges hangulatú koncertet az albertirsai Szent Iván Éji Tűzgyújtáson. 2008 májusában megjelent a 3 saját dalt tartalmazó promóciós kislemez, Így lettem... címmel.

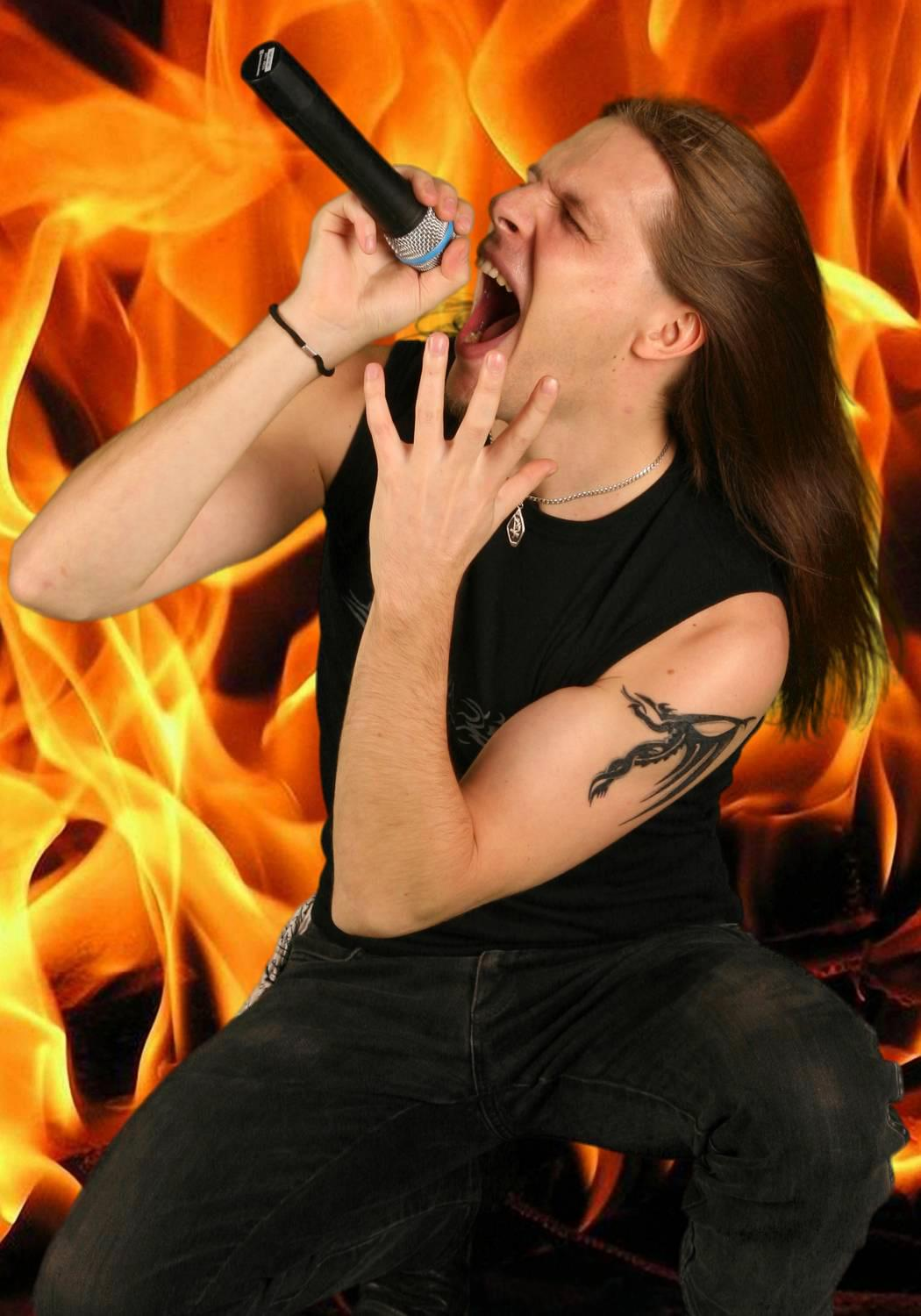
Schrott Péter

2013 márciusában ismert és elismert zenészek (Alapi István, Schrott Péter, Bornemissza Sándor, Kató Dániel, Kató Bálint) megalapították a Rockusztik Bandet, ahol hazai és külföldi rockslágereket játszanak akusztikus hangszerelésben. Már a bemutatkozó koncertjük nagy sikert aratott, mely március 14-én volt a Trafik klubban.
Elhivatott állatvédőként az Állatvédőrség 2011-es megalakulásának alkalmából írta a Holnapfény himnuszt, melynek zenei producere is ő volt, és amelyet ismert magyar énekesek adtak elő.
2012-ben jelentkezett a TV2-n induló The Voice tehetségkutatóba, ahol a legjobb 12 között végzett, ezzel Magyarország legjobb rockhangja lett.
2018 őszétől  Sipos Pétert váltva a  részben volt Edda Művek- tagokból álló Zártosztály énekese.
A civil életben Péter hangmérnökként és stúdióvezetőként dolgozik most már saját médiastúdiójában.

## Szólókarrier
2013 májusában megjelent szólókarrierje első száma Szívdobbanás címmel. A dal szövegét mestere, Malek Andrea írta, zeneszerzője pedig ő maga volt.

## Színház
Régi álmát megvalósítva megtette az első lépéseket, és nyitott a zenés színház világa felé a The Voice után. Megkapta Jézus szerepét a Jézus Krisztus Szupersztár rockoperában, melyet a szombathelyi Iseumi Szabadtéri Játékokon mutattak be 2013 augusztusában elsöprő sikerrel, négyszeres teltházzal. A következő évben címszerepet kapott a Vazul Vére Rockoperában, ahol Levente, Vazul fia karakterét kelti életre. A produkció egyre ismertebb, országszerte sok előadást szerveznek, a www.vazulvere.hu -n lehet megtekinteni a részleteket.